# Семенік Оксана Олексіївна
Оксана Олексіївна Семенік (нар. Київ) — українська історикиня мистецтва, журналістка та громадська діячка. Відома завдяки ініціативі з «деколонізації» українського мистецтва у світових музеях та популяризацією творчості українських художників.

## Життєпис
Народилася в Києві.
Відвідувала гурток юнацької журналістики «Юн-Прес» при Київському палаці дітей та юнацтва. Після закінчення Київського національного університету імені Тараса Шевченка здобула фах перекладача з іспанської мови, а історію мистецтва студіювала на історичному факультеті КНУ ім. Тараса Шевченка та Ратґерському університеті (Нью-Джерсі, США). У 2022 році під час навчання в США проходила стажування в Zimmerli Museum.
У 2023 році була стипендіатом-нерезидентом Munk School при Торонтського університету. Від 2024 року вона є дослідницею Українського музею в Нью Йорку.
Діяльна в журналістиці, публікувала статті для різних видань про культуру та мистецтво, серед яких «Українська правда», «Лівий берег», «Korydor», «Vogue Ukraine», «Читомо».

## Діяльність
Займається дослідженням українського мистецтва XX століття та Чорнобильської катастрофи в мистецтві. Виступила співкуратором двох виставок «Colori Splenti» (2024, Мілан, Італія; спільно з Ілоною Демченко) та «Village to Modern» (2025, Український музей, Нью Йорк, спільно з Пітером Дорошенко). Співавторка книг «Telegraf. Воля» (2023), «Алла Горська», «Олександра Екстер. Сцена — це світ» (обидві — 2024), «Татлін: Київ», «Селянське — модерне» (обидві — 2025), каталогу «Марія Примаченко. Слава Україні» (2023).
Оксана Семенік з листопада 2023 року є авторкою та ведучою радіопрограми «Українське мистецтво в іменах» на «Радіо Культура», в якій вона розповідає про життя та творчість видатних українських митців. Її діяльність зосереджена на популяризації української культури та боротьбі з російським культурним імперіалізмом. У липні 2024 року на згаданому радіо вона запустила подкаст «Наше мистецтво».
Найбільшу популярність їй принесла кампанія з «деколонізації» українського мистецтва у світових музейних колекціях. Вона її ініціювала у 2022 році. Ця кампанія мала на меті домогтися від міжнародних музеїв перейменування робіт українських художників, які тривалий час були підписані як «російські». Основним майданчиком для комунікації став її англомовний Twitter-акаунт «Ukrainian Art History», на якому вона постила історичні та біографічні довідки про українських митців. За її дописами стежить американський історик Тімоті Снайдер.
Спільно з Олександрою Ковальчук з Одеського художнього музею, культурологом Маріам Найєм вона домоглася того, щоб кілька провідних музеїв світу виправили підписи під картинами, зокрема:
- Метрополітен-музей у Нью-Йорку визнав Іллю Рєпіна та Архипа Куїнджі українськими митцями[2][15], а художника Івана Айвазовського вірменським митцем[14].
- Музей мистецтв округу Лос-Анджелес (LACMA) змінив маркування роботи Айвазовського.
- Бруклінський музей перейменував картину Рєпіна «Зимова сцена в Україні» відповідно до її справжнього місця створення[6][19].
- Метрополітен-музей та Національна галерея у Лондоні перейменували балерин Едґара Деґа з «російських танцівниць» на «танцівниць в українському вбранні»[2][15].